# Lithophane sabinae
Lithophane sabinae là một loài bướm đêm trong họ Noctuidae.